# Stożkówka azotolubna
Stożkówka azotolubna (Conocybe nitrophila Yen W. Wang & S.S. Tzean) – gatunek grzybów z rodziny gnojankowatych (Bolbitiaceae).

## Systematyka i nazewnictwo
Pozycja w klasyfikacji według Index Fungorum: Conocybe, Bolbitiaceae, Agaricales, Agaricomycetidae, Agaricomycetes, Agaricomycotina, Basidiomycota, Fungi.
Po raz pierwszy opisał go w 2009 r. Anton Hausknecht, jako odmianę stożkówki owłosionotrzonowej (Conocybe velutipes var. nitrophila). W 2015 r. Yen W. Wang i Sheng Shung Tzean podnieśli go do rangi odrębnego gatunku. Polska nazwa według internetowego atlasu grzybów. Epitet gatunkowy jest tłumaczeniem nazwy naukowej.

## Morfologia
Kapelusz o średnicy 0,8–1,5 cm, półkulisty do lekko wypukłego, higrofaniczny, lekko prążkowany. Powierzchnia gładka, pomarańczowobiała do jasnopomarańczowej. Brzeg prosty.
Trzon
O wysokości 6–8 cm, grubości 1 mm, centralny, cylindrvczny, pusty. Powierzchnia szaropomarańczowa do pomarańczowobiałej, jaśniejsza u podstawy, gładka, ale z delikatnymi i drobnymi włoskami na górze. Pierścienia brak.
Blaszki
Przyrośnięte, gęste, cienkie, z blaszeczkami (l = 3), złocistożółte do brązowożółtych. Ostrza gładkie.
Miąższ grzyba
Zwarty, blado pomarańczowy.
Wysyp zarodników
Pomarańczowy do brązowopomarańczowego.
Cechy mikroskopowe
Zarodniki 11,8–19,9 × 7,4–11,3 µm, Qe = 1,7, czerwonozłote, kadmowopomarańczowe do brązowopomarańczowych w odczynniku Meltzera, szeroko elipsoidalne do owalnych, gładkie, grubościenne, zwykle z gutulami i dużą, centralną porą rostkową. Podstawki 17,3–28,5 × 2,2–5,1 µm na wierzchołku, 5,9–10,5 μm u podstawy, szeroko maczugowate, 4-zarodnikowe. Pleurocystyd brak. Cheilocystydy typu leptocystyd, 15,6–23,9 × 6–9,3 µm, w kształcie kręgli, bezbarwne, liczne na ostrzach blaszek. Nibywstawek brak. Skórka kapelusza zbudowana ze sferocytów o średnicy 16,7–39,5 μm. Kaulocystydy dwóch rodzajów: w postaci cylindrycznych, wygiętych włosków 41,5–125,9 × 2,7–3,5 μm, nitkowatych, zakrzywionych, bezbarwnych, rozproszonych na górnej części trzonu, oraz elementów wrzecionowatych, 5,1–27,1 × 2,3–6,9 μm, nieregularnych do wąsko łopatkowatych lub elipsoidalnych, czasami rozdwojonych, bezbarwnych, skupionych, czasami występujących na górnej części trzonu. Brak kaulocystyd w kształcie kręgla. Skórka trzonu zbudowana z napęczniałych, nitkowatych, równoległych strzępek o średnicy 12,8–31,0 μm. Obecne sprzążki.

## Występowanie i siedlisko
Brak go w opracowanej w 2003 roku przez Władysława Wojewodę „Krytycznej liście wielkoowocnikowych grzybów podstawkowych Polski”, jego stanowiska w 2015 r. podali Anna Kujawa i inni.
Grzyb koprofilny rozwijający się na krowich odchodach.